# Iōannīs Kastritīs
Iōannīs Kastritīs (in greco Ιωάννης Καστρίτης?; Patrasso, 4 aprile 1982) è un allenatore di pallacanestro greco.